# Un brave type
Un brave type (en russe  : Dobryi znakomyi) est une nouvelle d’Anton Tchekhov, parue en 1882.

## Historique
Un brave type est initialement publié dans la revue russe Les Éclats, no 52, du 25 décembre 1882, sous le pseudonyme L’Homme sans rate. Autre traduction française sous le titre Un bon ami.

## Résumé
Un jeune homme est assis à la patinoire avec une jeune fille sous la surveillance des parents de la belle. Passe devant eux Spevsip Makarov, le portier de l’administration où travaille le jeune homme. 
Makarov s’arrête et quémande une pièce au jeune homme. Puis, il le plaint de la façon dont le directeur le traite et, se tournant vers la jeune fille, lui dit que le jeune homme est bon, mais que cela est mérité, car ses papiers sont très mal tenus et qu’il serait meilleur dans le commerce ou la religion. D’ailleurs, le directeur veut le virer.
Le jeune homme ne sait plus où se mettre devant le regard compatissant de la jeune fille : adieu les rêves de mariage...

## Édition française
- Un brave type, traduit par Madeleine Durand avec la collaboration d’E. Lotar, Vladimir Pozner et André Radiguet, dans le volume Premières nouvelles, Paris, 10/18, coll. « Domaine étranger » no 3719, 2004  (ISBN 2-264-03973-6)